# Укиин
Укиин — река на северо-востоке Камчатского края.
Длина реки — 10 км. Протекает по территории Олюторского района Камчатского края. Впадает в Олюторский залив Берингова моря.
Название в переводе с корякского Укийин — «селёдочная».
Воды реки являются местом нереста лососёвых.

## Данные водного реестра
По данным государственного водного реестра России относится к Анадыро-Колымскому бассейновому округу.